# BBK Electronics
BBK Electronics Corporation (čínsky 广东步步高电子工业有限公司) je čínská nadnárodní technologická společnost, jež vyvíjí a vyrábí spotřební elektroniku, založená v roce 1995 se sídlem ve městě Dongguan, Čína. Mezi její dceřiné společnosti patří značky Vivo, Oppo, OnePlus, IQOO a Realme. V roce 2023 prošla restrukturalizací a z Oppo, OnePlus a Realme udělala samotné firmy. Mateřská firma jako taková zanikla.
V prvním čtvrtletí roku 2017 dodala společnost BBK Electronics 56,7 milionu smartphonů, čímž překonala jak Huawei, tak Apple, a stala se druhým největším výrobcem smartphonů na světě za korejským Samsungem.